# Barrhorn
Die Barrhörner sind ein Doppelgipfel in den Walliser Alpen auf der westlichen Seite des Mattertals. Das Äussere Barrhorn (Üssers Barrhorn, 3610 m ü. M.) ist der höhere der beiden Gipfel, 750 Meter südlich davon befindet sich das Innere Barrhorn (Inners Barrhorn, 3583 m ü. M.). Die Barrhörner liegen etwa drei Kilometer nördlich des Brunegghorns oberhalb von St. Niklaus.
Die Westflanke des Berges ist nicht vergletschert und beide Gipfel sind ohne Eisausrüstung zugänglich. Mit seinen 3610 Metern ist er nur wenig niedriger als der als höchster Wandergipfel der Alpen geltende Monte Vioz (3645 m, Ortler-Alpen).

## Routen
Die nächsten Ortschaften in der Nähe des Barrhorns sind St. Niklaus im Mattertal und Gruben/Meiden im Turtmanntal. Der Normalaufstieg von der Turtmannhütte (2519 m) aus dauert drei bis vier Stunden. Die Hütte selbst ist in zwei bis drei Stunden von Gruben aus erreichbar. Der Weg zur Hütte entspricht je nach Wahl dem Schwierigkeitsgrad T1 bis T2+, der weitere Weg zum Barrhorn ist T3.
Der Aufstieg von St. Niklaus führt über die Topalihütte (2674 m) und den Schölligletscher. Oberhalb des Schölligletschers führt der Weg über einen Klettersteig, teilweise hat es ein fixes Stahlseil als Sicherung (Schwierigkeitsgrad T4). Laut einem Wanderführer ist das Schöllijoch ein T5-Weg mit steilem Firnhang, Seilen und Eisentritten. Der aktuelle Zustand des Schölligletschers sollte beim Hüttenwart erfragt werden. Die Tourenzeiten sind St. Niklaus – Topalihütte je nach Weg 4,5 bis 6 Stunden und Topalihütte – Barrhorn etwa 6 Stunden.

## Aussicht
Vom Barrhorn hat man eine gute Aussicht auf das Weisshorn, die Mischabelgruppe mit dem Dom, den Monte Rosa und die Berner Alpen mit dem Aletschgletscher. Im weiteren Umkreis sind im Nordosten die Urner Alpen sowie rechts dahinter die Glarner Alpen rund um den 116 km entfernten Tödi, im Osten Piz Platta (146 km), Rheinwaldhorn (107 km), Ortler (220 km) und Piz Bernina (170 km) zu sehen. Im Südwesten stehen Dent Blanche, Grand Combin und die Mont Blanc-Berge.